# Жанна (станція)
Жанна (рос. Жанна) — станція Могочинського регіону Забайкальської залізниці Росії, розташована на дільниці Куенга — Бамівська між станціями Чичатка (відстань — 7 км) і Малоковалі (15 км). Відстань до ст. Куенга — 527 км, до ст. Бамівська — 222 км; до транзитного пункту Каримська — 759 км.
Розташована в однойменному селі.